# Apisai Ielemia
Apisai Ielemia (ur. 19 sierpnia 1955 w Vaitupu, zm. 19 listopada 2018 na Funafuti) – tuvalski polityk, od 14 sierpnia 2006 do 29 września 2010 premier i minister spraw zagranicznych Tuvalu. Pochodzi z wyspy Vaitupu.
29 czerwca 2016 roku został skazany na 12 miesięcy więzienia za przyjęcie w 2009 roku łapówki w wysokości 15 tys. dolarów. Pieniądze zdeponował na prywatnym koncie w Narodowym Banku Tuvalu. Ielemia przyznał się do zarzucanych mu czynów, tłumacząc jednak, że pieniądze wykorzystał dla dobra innych.